# Henri Büsser
Henri-Paul Büsser (ook: Busser) (Toulouse, 16 januari 1872 – Parijs, 30 december 1973) was een Frans componist, muziekpedagoog, dirigent en organist. Hij was een zoon van het echtpaar Fritz Büsser (van Duitse afkomst) en Cécile Dardignac.

## Levensloop
Büsser kreeg in zijn geboortestad muzieklessen van Aloys Kunc. In 1885 ging hij naar de École Niedermeyer in Parijs. Hij studeerde vanaf 1889 aan het Conservatoire national supérieur de musique in Parijs bij onder meer César Franck, Charles–Marie Widor en vooral Charles Gounod. Verder studeerde hij compositie bij Ernest Guiraud en Jules Massenet.
In 1893 won hij de prestigieuze Prix de Rome. Hij werd organist-titularis aan het grote orgel van de kerk Sainte-Marie des Batignolles in het 17e arrondissement van Parijs en vervolgens aan het orgel van Église Saint-Cloud in Parijs. Van 1916 tot 1918 verving hij Louis Vierne als organist aan de kathedraal Notre-Dame van Parijs.
Na de oorlog was hij dirigent van het orkest van het Théâtre du Château d'eau, van de Opéra-Comique en van de Opéra Garnier.
Van 1930 tot 1948 was hij professor voor compositie aan zijn Alma mater, het Conservatoire national supérieur de musique. Zijn bekendste leerlingen zijn Henri Dutilleux, Robert Planel, Marc Berthomieu, Yvonne Bloch, Michel Boulnois, Eugène Bozza, Henri Challan, René Challan, Jean Doyen, Emile Marcellin, Marcel Mirouze, Isabelle Mercier, Henriette Roger, Lucienne Paulyn, Renée Staelenberg, Jean Vuillermoz en Tomojirô Ikenouchi.
In 1958 trouwde hij, 84 jaar oud, de zangeres en eveneens professor aan het Conservatoire national supérieur de musique Yvonne Gall (1885-1972).
Als componist schreef hij meerdere opera's, balletmuziek, toneelmuziek, orkestwerken, zes missen, meer dan 30 motetten, een Magnificat, werken voor orgel en piano, koren en liederen. Zijn componeerstijl werd al tijdens zijn levens als zeer conservatief beschouwd. In 1939 verzorgde hij een kritische editie van Charles Gounods Mireille, waarvan de oorspronkelijke partituur verloren was gegaan.

## Composities

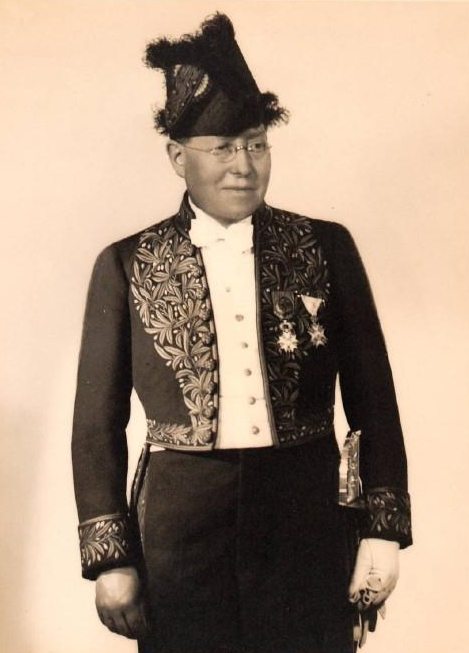
Henri-Paul Büsser als academicus

### Werken voor orkest
- 1901 A la villa Médicis, Suite symphonique en trois parties, op. 4
  1. La Villa et les jardins
  2. Un soir de mai au bois
  3. A San Gaetano
- 1901 Hercule au jardin des Hespérides, symfonisch gedicht voor orkest, op. 18
- 1926 Catalane sur des airs populaires, voor altviool en orkest, op. 78
- 1930 Rhapsodie Arménienne, voor orkest
- Concertino, voor cello en orkest, op. 80a
- Pastorale in F groot, voor klarinet en kamerorkest (of piano), op. 46
- Pièce in Es groot, voor hobo en orkest, op. 22
- Pièce in D groot, voor hoorn en orkest, op. 39

### Missen en gewijde muziek
- 1913 L'oraison dominicale - Pater noster, voor mezzosopraan (of bariton), orgel en harp, op. 48 nr. 2
- 1949 Messe de Domrémy - à la gloire de Sainte Jeanne d'Arc, voor gemengd koor, 4 trompetten en orgel, op. 122
- 1949 Deux antiennes, ad libitum, pour la fête de Sainte Jeanne d'Arc, voor gemengd koor, 4 trompetten en orgel, op. 123
- 1966 Messe de Saint-Bertrand de Comminges, voor solisten en gemengd koor, op. 127
- O Salutaris - Motet au Saint-Sacrement, motet voor gemengd koor, viool en orgel, op. 23 nr. 3
- Trois Antiennes à la Saint Vierge, voor sopraan en orgel of piano

### Muziektheater

#### Opera's
| Voltooid in | titel                                    | aktes                  | première                           | libretto                              |
| ----------- | ---------------------------------------- | ---------------------- | ---------------------------------- | ------------------------------------- |
| voor 1890   | Hélène                                   | onvoltooid             |                                    |                                       |
| 1890        | Les accordailles                         |                        | niet uitgevoerd                    |                                       |
| 1891        | Jane Grey                                |                        |                                    |                                       |
| 1891        | Les Marivaudages                         |                        | niet uitgevoerd                    |                                       |
| 1897        | Daphnis et Chloé, op. 4                  | 1 akte                 | 1897, Parijs                       | Charles Raffali                       |
| 1898        | Le Miracle de perles                     | 3 bedrijven            | 1898, Parijs                       | Jane Dieulafoy Louis Gallet           |
| 1921        | Colomba, op. 40                          | 3 bedrijven en proloog | 1921, Nice                         | van de componist naar Prosper Mérimée |
| 1922        | Les Noces corinthiennes (France), op. 50 | 3 bedrijven en proloog | 10 mei 1922, Parijs, Opéra-Comique |                                       |
| 1927        | La Pie borgne, op. 76                    | 1 akte                 | 1927, Aix-les-Bains                | René Benjamin                         |
| 1948        | Le Carosse du Saint-Sacrement            | 1 akte                 | 1948, Parijs                       | van de componist naar Prosper Mérimée |
| 1948        | Roxelane, op. 120                        | 3 bedrijven            | 1948, Mulhouse                     | Charles Simon Favart                  |
| 1963        | Diafoirus 60                             |                        | 1963, Rijsel                       |                                       |
| 1964        | La Vénus d'Ille                          |                        | 1964, Rijsel                       |                                       |

#### Balletten
| Voltooid in | titel                | aktes | première | libretto | choreografie |
| ----------- | -------------------- | ----- | -------- | -------- | ------------ |
| 1905        | La ronde des saisons |       |          |          |              |

#### Toneelmuziek
- 1910 Appassionato
- 1923 Les trois sultanes
- 1925 Manon, op. 74 - 3 aktes - tekst: Nozière
- 1929 Histoire de France

### Vocale muziek
- 1900 Rondes et chansons, voor vrouwenstem en piano, op. 19 - tekst: Gabriel Vicaire (1848-1900)
- 1913 Trois Mélodies, voor zangstem en piano, op. 49 - tekst: Anatole France
  1. Le Désir
  2. Vénus, étoile du soir
  3. Âmes obscures
- 1915 Hymne à la France, voor sopraan (of tenor) en orkest (of piano), op. 57

### Kamermuziek
- 1900 Récit et thème varié, voor fagot (of cello) en piano, op. 37
- 1910 Pièce in E groot, voor trombone en piano, op. 33
- 1910 Appassionato, voor altviool en piano, op. 34
- 1912 Pastorale voor klarinet en piano, op. 46
- 1914 Trois Morceaux, voor cello en piano, op. 52
  1. Elégie
  2. Rêverie
  3. Chanson
- 1919 Thème varié, voor dwarsfluit en piano, op. 68
- 1924 Cantegril - Pièce de concert sur des airs languedociens, voor klarinet en piano, op. 72
- 1926 Catalane sur des airs populaires, voor altviool en piano, op. 78
- 1927 Etude de concert, voor trombone en piano, op. 79
- 1930 Rhapsodie arménienne, voor altviool en piano, op. 81
- 1937 La Chasse de Saint Hubert in F groot, voor hoorn, althobo en piano, op. 99
- 1939 Portuguesa - sur des chansons populaires du Portugal, voor fagot en piano, op. 106
- 1943 Au pays de Léon et de Salamanque, voor altsaxofoon en piano, op. 116
- 1951 Divertissement, voor strijkkwartet, op. 119
- Adeste Fideles, voor trompet en piano
- Andante et Scherzo, voor trompet en piano, op.44
- Aragon, sur des airs populaires d'Espagne, voor klarinet en piano, op. 91
- Asturias, sur des thèmes espagnols, voor hobo (of altsaxofoon) en piano, op. 84
- Cantabile et scherzando, voor trombone en piano, op. 51
- Cantecor, voor hoorn en piano, op. 77
- Cantilène et rondeau, voor fagot en piano, op. 75
- Epilogue, voor hobo en piano, op. 63
- Les Cygnes, voor dwarsfluit en harp
- Les Ecureils, voor dwarsfluit en harp
- Miseremini Mei, voor viool, cello, contrabas en harp
- Morceau de Concert (Concertstuk in D), voor hoorn en piano, op. 39
- Petite Suite, voor dwarsfluit en piano, op. 12
- Phoebus - Variations sur un air pyrénéen "Aquellos montagnos", voor trombone en piano, op. 87
- Pièce, voor contrabas (of fagot, of cello) en piano, op. 45
- Pièce de concert, voor trombone en piano, op. 55
- Pièce de concours, voor fagot en piano, op. 66
- Prélude et Scherzo, voor dwarsfluit en piano
- Sicilienne, voor dwarsfluit en piano, op. 60
- Variations, voor trompet en piano, op. 53

### Werken voor orgel
- 1928 Notre Père
- 1931 Deux pièces sur des Noëls populaires, op. 82
  1. Il est né le divin enfant
  2. Accourez pastoureaux
- Le Sommeil L’Enfant Jesus
- Marche de fête, op. 36
- Suite brève, op. 26
- Twee stukken

### Werken voor piano
- 1909 Quatre Pièces de moyenne difficulté, voor piano vierhandig, op. 38
  1. Préambule
  2. Valse
  3. Barcarolle
  4. Japonaise

### Werken voor harp
- Ballade pour harpe à pédales in As groot, op. 65
- Pièce de concert, op. 32

## Publicaties
- De Pelléas aux Indes galantes - De la flûte au tambour (mémoires), 1955. Paris: Fayard 1955. 286 p.
- Charles Gounod, Eise, Lyon, 1961.